# Око диявола
«Око диявола» («Диявольське око», швед. Djävulens öga) — фентезійний комедійний кінофільм шведського режисера Інгмара Бергмана, знятий в 1960 році.

## Сюжет
На оці диявола несподівано з'явився ячмінь. В чому причина? Виявляється, вся справа в юній дівчині, яка незабаром виходить заміж і при цьому залишається невинною. У пеклі вирішують: необхідно щось зробити і закликають на допомогу «фахівця з розбещення» Дон Жуана, який ось уже кілька століть нудиться в пеклі….

## У ролях
- Ярл Кулле — Дон Жуан
- Бібі Андерссон — Брітт-Марі
- Стіг Яррель — Сатана
- Нільс Поппе — вікарій
- Гертруд Фрід — Рената
- Стуре Лагервалль — Пабло
- Георг Функвіст — граф Арман де Ларошфуко
- Гуннар Шеберг — маркіз Джузеппе Марія де Макопанза
- Аксель Дюберг — Йонас
- Аллан Едвалль — демон з вухом
- Рагнар Арведсон — демон-стражник
- Гуннар Бьйорнстранд — оповідач